# Apophylia libenae
Apophylia libenae es un coleóptero de la familia Chrysomelidae.
Fue descrita científicamente por primera vez en 2007 por Bezdek.